# Szełomiec (obwód wołogodzki)
Szełomiec (ros. Шеломец) – wieś w Rosji, w rejonie kiczmiengsko-gorodieckim obwodu wołogodzkiego. W 2002 r. liczyła 11 mieszkańców, a w 2010 r. zamieszkiwały ją 4 osoby.